# 長安スズキ
重慶長安鈴木汽車有限公司(中国語: 重庆长安铃木汽车有限公司, 英語: Changan Suzuki Automobile Co., Ltd.)は、中華人民共和国重慶市の自動車メーカー。日本のスズキと中国の長安汽車との合弁会社であったが、2018年にスズキが撤退、2020年12月に企業名も重慶鈴耀汽車に変更されている。

## 概要
1984年、長安汽車はスズキと技術提携し、以降スズキ小型商用車の生産を行っていた。
1993年5月25日、スズキ・日商岩井・長安汽車の3社合弁で重慶長安鈴木汽車有限公司を設立。四川省の認可を受ける。1995年5月にアルト（中国名：奥拓）の生産を開始。
1998年12月、中国の新しい自動車工業産業政策に対応し、中国政府の正式認可を得て本格的な生産を開始。日本の自動車メーカーの乗用車合弁事業で正式認可の下に本格生産を行うのは、スズキが初めてであった。
長安鈴木は重慶の経済発展に大きく寄与し「重慶市の納税大戸」、「重慶市のベストテン外資企業」などの称号を得た。
しかし2010年代、中国の消費者の嗜好が大型車や高級車にシフトし、小型車を中心とするスズキの自動車販売は苦戦を強いられた。長安鈴木の販売台数は2011年の22万台をピークに低下が続き、2018年には約35000台にまで落ち込んでいた。
2018年、スズキは中国本土からの撤退を決定。6月、中国におけるもう一つの合弁会社、江西昌河鈴木汽車（昌河鈴木）との合弁を解消。そして9月、長安鈴木の全株式持分を長安自動車側へ譲渡することを発表した。長安鈴木は長安汽車の100％子会社として事業を続け、また長安鈴木に対するスズキ車の生産・販売ライセンスは継続された。
2020年12月17日付で、重慶長安鈴木汽車は「重慶鈴耀汽車」に社名を変更したことが、翌2021年3月に報じられた。長安汽車へのスズキのライセンス供与は2022年に終了することになっており、それに先立っての社名変更であった。これにより中国市場から「スズキ」の名が完全に消えた。